# Darge
Darge is een Australisch historisch merk van motorfietsen.
Van het merk Darge is - zoals bij veel Australische merken - vrijwel niets bekend.
Het produceerde in elk geval rond 1906 motorfietsen die waren voorzien van door Paul Kelecom ontwikkelde Antoine eencilinderviertaktmotoren, die door James Hill & Sons werden geïmporteerd.
In Australië was het zeer moeilijk producten als auto's en motorfietsen te importeren. Daarom kwam het vaak voor dat Europese en Amerikaanse producten in Australië geassembleerd werden en eventueel onder een andere merknaam werden verkocht.